# Aristolochia pringlei
Aristolochia pringlei là một loài thực vật có hoa trong họ Aristolochiaceae. Loài này được Rose mô tả khoa học đầu tiên năm 1903.